# 2001 (Album)
2001 ist das zweite Soloalbum des US-amerikanischen Rappers Dr. Dre. Es erschien am 15. November 1999 über Aftermath Entertainment, einem Unterlabel von Interscope Records. Ähnlich wie der Vorgänger The Chronic wurde das Album recht schnell als Klassiker bezeichnet. 2001 erschien in vier Versionen: Als unzensierte und zensierte CD, als Schallplatte sowie als Instrumentalversion.

## Benennung
Ursprünglich sollte das Album mit Bezug auf den bevorstehenden Millenniums-Wechsel 2000 heißen. Dr. Dre wollte damit andeuten, wie modern und weit voraus seine Musik seiner Zeit sei. Jedoch sicherte sich Suge Knight den Titel für eine Compilation von Dr. Dre auf seinem Label Death Row Records, bei dem Dr. Dre vorher unter Vertrag war.

## Musikstil
Musikalisch ist das Album von Dr. Dres Produktionsstil geprägt, der sich durch reichlich elektronische Synthesizersounds auszeichnet und eine konsequente Weiterentwicklung des von ihm entwickelten G-Funk darstellt. Jedoch enthält das Album auch Lieder, bei denen die Perkussion etwas deutlicher und härter zu hören ist und die Elektronik nicht so stark dominiert.

## Produktion
Alle Lieder des Albums wurden von Dr. Dre in Zusammenarbeit mit Mel-Man produziert. Lediglich der von Lord Finesse produzierte Beat von The Message bildet eine Ausnahme. Für die Beats wurden Samples von verschiedenen Songs anderer Künstler verwendet.

## Covergestaltung
Das Albumcover ist in Schwarz gehalten. Am linken oberen Bildrand steht in grüner Schrift Dr. Dre, rechts unten sind ein Blatt der Hanfpflanze und der Titel 2001, ebenfalls in Grün, zu sehen.

## Gastbeiträge
Wie schon beim Vorgänger sind eine Vielzahl von anderen bekannten Künstlern auf dem Album vertreten. So enthält es Gastauftritte von Xzibit, Tray Deee, Devin the Dude, Snoop Dogg, Hittman, Kurupt, Nate Dogg, Six-Two, Eminem, Traci Nelson, Ms. Roq, Eddie Griffin, Mel-Man, Charis Henry, Defari, Knoc-Turn’Al, Time Bomb, King T, MC Ren, Kokane, Jake Steed, Mary J. Blige und Rell. Kein Lied des Albums ist ein Solotrack, stattdessen ist Dr. Dre bei den Songs Xxplosive, Murder Ink, Some L.A. Niggaz und Ackrite selbst nicht zu hören.

## Titelliste
| #  | Titel                 | Gastbeiträge                                                       | Produzent           | Länge |
| -- | --------------------- | ------------------------------------------------------------------ | ------------------- | ----- |
| 1  | Lolo (Intro)          | Xzibit und Tray Deee                                               | Dr. Dre und Mel-Man | 0:41  |
| 2  | The Watcher           | Eminem und Knoc-Turn’Al                                            | Dr. Dre und Mel-Man | 3:26  |
| 3  | Fuck You              | Devin the Dude und Snoop Dogg                                      | Dr. Dre und Mel-Man | 3:25  |
| 4  | Still D.R.E.          | Snoop Dogg                                                         | Dr. Dre und Mel-Man | 4:30  |
| 5  | Big Ego’s             | Hittman                                                            | Dr. Dre und Mel-Man | 3:57  |
| 6  | Xxplosive             | Hittman, Kurupt, Nate Dogg und Six-Two                             | Dr. Dre und Mel-Man | 3:35  |
| 7  | What’s the Difference | Eminem und Xzibit                                                  | Dr. Dre und Mel-Man | 4:04  |
| 8  | Bar One (Skit)        | Traci Nelson, Ms. Roq und Eddie Griffin                            | Dr. Dre und Mel-Man | 0:51  |
| 9  | Light Speed           | Hittman                                                            | Dr. Dre und Mel-Man | 2:40  |
| 10 | Forgot About Dre      | Eminem                                                             | Dr. Dre und Mel-Man | 3:42  |
| 11 | The Next Episode      | Snoop Dogg, Kurupt und Nate Dogg                                   | Dr. Dre und Mel-Man | 2:41  |
| 12 | Let’s Get High        | Hittman, Kurupt und Ms. Roq                                        | Dr. Dre und Mel-Man | 2:27  |
| 13 | Bitch Niggaz          | Snoop Dogg, Hittman und Six-Two                                    | Dr. Dre und Mel-Man | 4:13  |
| 14 | The Car Bomb (Skit)   | Mel-Man und Charis Henry                                           | Dr. Dre und Mel-Man | 1:00  |
| 15 | Murder Ink            | Hittman und Ms. Roq                                                | Dr. Dre und Mel-Man | 2:28  |
| 16 | Ed-Ucation (Skit)     | Eddie Griffin                                                      | Dr. Dre und Mel-Man | 1:32  |
| 17 | Some L.A. Niggaz      | Defari, Xzibit, Knoc-Turn’Al, Time Bomb, King T, MC Ren und Kokane | Dr. Dre und Mel-Man | 4:25  |
| 18 | Pause 4 Porno (Skit)  | Jake Steed                                                         | Dr. Dre und Mel-Man | 1:32  |
| 19 | Housewife             | Kurupt und Hittman                                                 | Dr. Dre und Mel-Man | 4:02  |
| 20 | Ackrite               | Hittman                                                            | Dr. Dre und Mel-Man | 3:39  |
| 21 | Bang Bang             | Knoc-Turn’Al, Hittman                                              | Dr. Dre und Mel-Man | 3:42  |
| 22 | The Message           | Mary J. Blige und Rell                                             | Lord Finesse        | 5:29  |

## Rezeption

### Kritiken
| Professionelle Bewertungen | Professionelle Bewertungen |
| -------------------------- | -------------------------- |
| Kritiken                   |                            |
| Quelle                     | Bewertung                  |
| laut.de                    | [ 2 ]                      |
| laut.de (2015)             | [ 3 ]                      |
| Juice                      | [ 4 ]                      |
| Rolling Stone              | [ 5 ]                      |
| allmusic                   | [ 6 ]                      |
| RapReviews.com             | [ 7 ]                      |

Von dem Online-Magazin laut.de wurde 2001 zur Erscheinungszeit mit drei von möglichen fünf Punkten bewertet. Im Jahr 2015 erhielt es aber in der Rubrik Meilensteine rückblickend fünf von fünf möglichen Punkten: Rezensent Stefan Johannesberg schreibt, das Album legte „den Grundstein für den G-Funk-Sound der Nullerjahre und setzte Maßstäbe für Beats und Produktion.“ Dr. Dre sprengte mit dem Klassiker „endlich die Ketten des Gangsta Rap.“ Vor allem die Single Still D.R.E. sei „zeitlos“ und habe einen der „besten Beats aller Zeiten.“

### Musikpreise
Bei den Grammy Awards 2001 wurde das Album in der Kategorie Best Rap Album nominiert, unterlag jedoch The Marshall Mathers LP, welches von Dr. Dre executive produziert wurde, von Eminem. Dagegen erhielt der Song Forgot About Dre, welcher einen Gastauftritt von Eminem enthielt, eine Auszeichnung in der Kategorie Best Rap Performance by a Duo or Group.

## Kommerzieller Erfolg

### Chartplatzierungen und Singles
2001 stieg in der 48. Kalenderwoche des Jahres 1999 auf Platz 33 in die deutschen Albumcharts ein und erreichte in der 7. Kalenderwoche 2000 die Höchstplatzierung 20. Insgesamt hielt sich das Album mit Unterbrechungen 94 Wochen in den deutschen Top 100. In den US-amerikanischen Billboard 200 stieg 2001 auf Platz 2 in die Charts ein und war 237 Wochen in den Top 200 vertreten. In den deutschen Album-Jahrescharts 2000 belegte der Tonträger Rang 45.
| ChartsChartplatzierungen       | Höchstplatzierung | Wochen |
| ------------------------------ | ----------------- | ------ |
| Deutschland (GfK)              | 20 (94 Wo.)       | 94     |
| Österreich (Ö3)                | 50 (2 Wo.)        | 2      |
| Schweiz (IFPI)                 | 26 (206 Wo.)      | 206    |
| Vereinigte Staaten (Billboard) | 2 (239 Wo.)       | 239    |
| Vereinigtes Königreich (OCC)   | 4 (… Wo.)         | …      |

| ChartsJahrescharts (2000)      | Platzierung |
| ------------------------------ | ----------- |
| Deutschland (GfK)              | 45          |
| Vereinigte Staaten (Billboard) | 5           |
| Vereinigtes Königreich (OCC)   | 39          |

| ChartsJahrescharts (2001)      | Platzierung |
| ------------------------------ | ----------- |
| Vereinigte Staaten (Billboard) | 154         |
| Vereinigtes Königreich (OCC)   | 66          |

| ChartsJahrescharts (2022)      | Platzierung |
| ------------------------------ | ----------- |
| Schweiz (IFPI)                 | 78          |
| Vereinigte Staaten (Billboard) | 135         |

| ChartsJahrescharts (2023)      | Platzierung |
| ------------------------------ | ----------- |
| Schweiz (IFPI)                 | 55          |
| Vereinigte Staaten (Billboard) | 191         |

| ChartsJahrescharts (2024) | Platzierung |
| ------------------------- | ----------- |
| Schweiz (IFPI)            | 62          |

Als Singleauskopplungen wurden die Songs Still D.R.E., Forgot About Dre, The Next Episode und The Watcher gewählt.

### Auszeichnungen für Musikverkäufe
2001 ist mit über 9,3 Millionen weltweit verkauften Exemplaren das erfolgreichste Album von Dr. Dre. Allein in den USA verkaufte es sich über sechs Millionen Mal und wurde dort demzufolge mit 6-fach Platin ausgezeichnet. In Deutschland erhielt es für mehr als 150.000 verkaufte Exemplare eine Goldene Schallplatte.
| Land/Region                  | Auszeichnungen für Musikverkäufe (Land/Region, Auszeichnung, Verkäufe) | Verkäufe    |
| ---------------------------- | ---------------------------------------------------------------------- | ----------- |
| Australien (ARIA)            | 4× Platin                                                              | 280.000     |
| Belgien (BRMA)               | Gold                                                                   | 25.000      |
| Dänemark (IFPI)              | 2× Platin                                                              | 40.000      |
| Deutschland (BVMI)           | Gold                                                                   | 150.000     |
| Europa (IFPI)                | 2× Platin                                                              | (2.000.000) |
| Frankreich (SNEP)            | 2× Gold                                                                | 200.000     |
| Italien (FIMI)               | Platin                                                                 | 50.000      |
| Kanada (MC)                  | 5× Platin                                                              | 500.000     |
| Neuseeland (RMNZ)            | 5× Platin                                                              | 90.000      |
| Niederlande (NVPI)           | Gold                                                                   | 40.000      |
| Schweiz (IFPI)               | Gold                                                                   | 25.000      |
| Vereinigte Staaten (RIAA)    | 6× Platin                                                              | 6.000.000   |
| Vereinigtes Königreich (BPI) | 5× Platin                                                              | 1.500.000   |
| Insgesamt                    | 6× Gold · 30× Platin ·                                                 | 8.925.000   |

Hauptartikel: Dr. Dre/Auszeichnungen für Musikverkäufe